# Олеся (фильм)
«Оле́ся» — советский художественный фильм по одноимённой повести А. И. Куприна «Олеся» (1898).

## Сюжет
Захватывающая история любви интеллигента и неграмотной девушки-колдуньи разворачивается в картине «Олеся», снятой по одноимённой, самой известной повести Александра Куприна. Блуждая по лесу, Иван Тимофеевич находит на краю болота ветхую избушку. В ней живёт старуха с красавицей внучкой Олесей. Много лет назад крестьяне, считая женщину ведьмой, сожгли их дом, а в нём сгорела дочь старухи. Девушка очень заинтересовала Ивана Тимофеевича и вскоре, покорённый силой чувств, открытостью и чистотой её души, он влюбляется в Олесю. Однако Олеся предвидит скорую разлуку.

## В ролях
- Людмила Чурсина — Олеся
- Геннадий Воропаев — Иван Тимофеевич
- Борислав Брондуков — Ярмола
- Анатолий Барчук — Дмитро, лесной сторож — кум Ярмолы
- Мария Капнист — Мануйлиха
- Владимир Волков — Евтихий Петрович, полицейский урядник
- Лев Перфилов — трактирщик